# Делетр, Оливье
Оливье Делетр (фр. Olivier Delaitre; род. 1 июня 1967, Мец) — французский профессиональный теннисист и теннисный тренер, бывшая третья ракетка мира в парном разряде. Победитель 15 турниров АТР-тура в мужском парном разряде, финалист Кубка Дэвиса (1999) в составе сборной Франции.

## Биография
Оливье Делетр начал играть в теннис в пятилетнем возрасте. Его дед был основателем теннисной секции в спортивном клубе Меца, а родители и двое братьев играли в теннис в качестве досуга.
С 17 лет Делетр тренировался в национальном теннисном центре при стадионе «Ролан Гарро». Свои первые очки в зачёт рейтинга ATP он заработал в 1984 году. В 1987 году в составе французской сборной (в которую входили также Родольф Жильбер и Стефан Гранье) Делетр стал обладателем юношеского (до 21 года) Кубка Европы, известного также как Кубок Боротра.
В 1991 году Делетр завоевал свои первые титулы в одиночном и парном разрядах в турнирах класса ATP Challenger. В феврале следующего года в Бразилии он впервые в карьере выиграл турнир основного тура АТР в парном разряде, а до конца года дважды побывал в финалах турниров этого же уровня в одиночном разряде, закончив сезон на 39-м месте в рейтинге.
Закончив 1993 год с ещё одним титулом в парном разряде, в следующем сезоне Делетр был включён в состав сборной Франции в Кубке Дэвиса, а затем в командном Кубке мира, где выступал только в паре (с Арно Бёчем) и выиграл все три своих встречи. Летом он стал финалистом турнира категории ATP Championship Series в Индианаполисе, проиграв там 15-й ракетке мира Уэйну Феррейре, и к февралю 1995 года достиг в одиночном рейтинге высшей в карьере 33-й позиции. В парном разряде за 1994 год Делетр выиграл четыре турнира АТР (три из них с Ги Форже) и закончил год на 20-й строчке в рейтинге.
В течение нескольких следующих сезонов Делетр, однако, не показывал высоких результатов в одиночном разряде, а в парах за три года сыграл только в шести финалах, выиграв два (в Вашингтоне в 1995 и в Антверпене в 1997 году). В 1998 году в его парной карьере начался новый подъём. За год Делетр восемь раз пробивался в финал на турнирах АТР, в том числе шесть раз с соотечественником Фабрисом Санторо, и завоевал четыре титула (все четыре — с Санторо). По результатам сезона они пробились в итоговый турнир года, в котором принимали участие сильнейшие пары мира, и успешно преодолели в нём групповой этап, выиграв две встречи из трёх и в полуфинале уступив Даниэлю Нестору и Марку Ноулзу. В 1999 году Делетру удалось развить успех, выиграв три турнира с тремя разными партнёрами и достигнув к июлю 3-й строчки в парном рейтинге АТР. Среди завоёванных в этом сезоне титулов была и победа в Открытом чемпионате Монте-Карло — турнире АТР высшей категории, где француз, по собственным воспоминаниям, нашёл партнёра для участия менее чем за час до выхода на корт. Делетр также дошёл в паре с Санторо до полуфинала на Уимблдонском турнире — его высшее достижение в турнирах Большого шлема, — уступив там первой паре мира Леандер Паес-Махеш Бхупати. В составе сборной Франции Делетр и Санторо выиграли свои парные встречи в четвертьфинале и финале Кубка Дэвиса и помогли команде пробиться в финал. Год они закончили на 12-м месте в рейтинге пар, а лично Делетр — на 16-м месте в индивидуальном рейтинге АТР.
Свой последний финал в турнирах АТР Делетр сыграл в начале 2000 года. Он ещё успел выступить на Открытом чемпионате Франции и на Уимблдоне и выиграть с Николя Эскюде свою последнюю парную встречу в Кубке Дэвиса у австрийского тандема, прежде чем завершил игровую карьеру летом того же года. По окончании игровой карьеры он переехал жить под Ниццу; от жены Эманюэль у него две дочери — Елена и Джулия. Делетр сотрудничал с Федерацией тенниса Франции, в том числе как тренер игроков-юниоров, а также занимал пост спортивного директора теннисного турнира в Люксембурге.
| Год              | 1986 | 1987 | 1988 | 1989 | 1990 | 1991 | 1992 | 1993 | 1994 | 1995 | 1996 | 1997 | 1998 | 1999 |
| ---------------- | ---- | ---- | ---- | ---- | ---- | ---- | ---- | ---- | ---- | ---- | ---- | ---- | ---- | ---- |
| Одиночный разряд | 177  | 298  | 129  | 111  | 152  | 39   | 76   | 83   | 49   | 98   | 218  | 143  | 186  | 598  |
| Парный разряд    | 436  | 514  | 227  | 127  | 166  | 121  | 154  | 90   | 20   | 52   | 91   | 37   | 12   | 16   |

## Финалы турниров АТР за карьеру

### Одиночный разряд (0-4)
| Результат | №  | Дата             | Турнир                                    | Покрытие | Соперник в финале | Счёт в финале |
| --------- | -- | ---------------- | ----------------------------------------- | -------- | ----------------- | ------------- |
| Поражение | 1. | 15 сентября 1991 | Бордо, Франция                            | Хард     | Ги Форже          | 1-6, 3-6      |
| Поражение | 2. | 20 октября 1991  | Лион, Франция                             | Ковёр(i) | Пит Сампрас       | 1-6, 1-6      |
| Поражение | 3. | 10 января 1993   | Открытый чемпионат Малайзии, Куала-Лумпур | Хард     | Ричи Ренеберг     | 3-6, 1-6      |
| Поражение | 4. | 21 августа 1994  | Индианаполис, США                         | Хард     | Уэйн Феррейра     | 2-6, 1-6      |

### Парный разряд (15-11)
| Результат | №   | Дата             | Турнир                           | Покрытие | Партнёр             | Соперники в финале                 | Счёт в финале  |
| --------- | --- | ---------------- | -------------------------------- | -------- | ------------------- | ---------------------------------- | -------------- |
| Победа    | 1.  | 10 февраля 1991  | Гуаружа, Бразилия                | Хард     | Родольф Жильбер     | Грег ван Эмбург Шелби Кэннон       | 6-2, 6-4       |
| Победа    | 2.  | 7 февраля 1993   | Марсель, Франция                 | Ковёр(i) | Арно Бёч            | Кристо ван Ренсбург Иван Лендл     | 6-3, 7-6       |
| Поражение | 1.  | 29 августа 1993  | Лонг-Айленд, США                 | Хард     | Арно Бёч            | Марк-Кевин Гёлльнер Давид Приносил | 7-6, 5-7, 2-6  |
| Победа    | 3.  | 9 января 1994    | Открытый чемпионат Катара, Доха  | Хард     | Стефан Симиан       | Шелби Кэннон Байрон Талбот         | 6-3, 6-3       |
| Победа    | 4.  | 19 июня 1994     | Халле, Германия                  | Трава    | Ги Форже            | Анри Леконт Гэри Мюллер            | 6-4, 6-7, 6-4  |
| Победа    | 5.  | 28 августа 1994  | Лонг-Айленд                      | Хард     | Ги Форже            | Матк Петчи Эндрю Флорент           | 6-4, 7-6       |
| Победа    | 6.  | 18 сентября 1994 | Бордо, Франция                   | Хард     | Ги Форже            | Диего Наргисо Гийом Рау            | 6-2, 2-6, 7-5  |
| Победа    | 7.  | 23 июля 1995     | Вашингтон, США                   | Хард     | Джефф Таранго       | Петр Корда Цирил Сук               | 1-6, 6-3, 6-2  |
| Поражение | 2.  | 5 мая 1996       | Мюнхен, Германия                 | Грунт    | Диего Наргисо       | Лен Бейл Стефен Нотебом            | 6-4, 6-7, 4-6  |
| Поражение | 3.  | 20 октября 1996  | Тулуза, Франция                  | Хард(i)  | Гийом Рау           | Паул Хархёйс Якко Элтинг           | 3-6, 5-7       |
| Поражение | 4.  | 16 февраля 1997  | Марсель                          | Хард(i)  | Фабрис Санторо      | Магнус Ларссон Томас Энквист       | 3-6, 4-6       |
| Победа    | 8.  | 23 февраля 1997  | Антверпен, Бельгия               | Хард(i)  | Дэвид Адамс         | Сэндон Столл Цирил Сук             | 3-6, 6-2, 6-1  |
| Поражение | 5.  | 19 октября 1997  | Лион, Франция                    | Ковёр(i) | Фабрис Санторо      | Патрик Гэлбрайт Эллис Феррейра     | 6-3, 2-6, 4-6  |
| Поражение | 6.  | 11 января 1998   | Открытый чемпионат Катара        | Хард     | Фабрис Санторо      | Махеш Бхупати Леандер Паес         | 4-6, 6-3, 4-6  |
| Поражение | 7.  | 12 апреля 1998   | Ченнаи, Индия                    | Хард     | Максим Мирный       | Махеш Бхупати Леандер Паес         | 7-6, 3-6, 2-6  |
| Поражение | 8.  | 19 апреля 1998   | Открытый чемпионат Японии, Токио | Хард     | Стефано Пескосолидо | Себастьен Ларо Даниэль Нестор      | 3-6, 4-6       |
| Победа    | 9.  | 26 июля 1998     | Штутгарт, Германия               | Грунт    | Фабрис Санторо      | Джим Грабб Джошуа Игл              | 6-1, 3-6, 6-3  |
| Поражение | 9.  | 16 августа 1998  | Цинциннати, США                  | Хард     | Фабрис Санторо      | Даниэль Нестор Марк Ноулз          | 1-6, 1-2 отказ |
| Победа    | 10. | 4 октября 1998   | Тулуза                           | Хард(i)  | Фабрис Санторо      | Ян Симеринк Паул Хархёйс           | 6-2, 6-4       |
| Победа    | 11. | 11 октября 1998  | Базель, Швейцария                | Хард(i)  | Фабрис Санторо      | Пит Норвал Кевин Ульетт            | 6-3, 7-6       |
| Победа    | 12. | 25 октября 1998  | Лион                             | Ковёр(i) | Фабрис Санторо      | Томас Карбонель Франсиско Ройг     | 6-2, 6-2       |
| Победа    | 13. | 25 апреля 1999   | Монте-Карло, Монако              | Грунт    | Тим Хенмен          | Иржи Новак Давид Рикл              | 6-2, 6-3       |
| Поражение | 10. | 22 августа 1999  | Индианаполис, США                | Хард     | Леандер Паес        | Джаред Палмер Паул Хархёйс         | 3-6, 4-6       |
| Победа    | 14. | 29 августа 1999  | Лонг-Айленд (2)                  | Хард     | Фабрис Санторо      | Ян-Майкл Гэмбилл Скотт Хамфриз     | 7-5, 6-4       |
| Победа    | 15. | 3 октября 1999   | Тулуза (2)                       | Хард(i)  | Джефф Таранго       | Дэвид Адамс Джон-Лаффни де Ягер    | 3-6, 7-62, 6-4 |
| Поражение | 11. | 16 января 2000   | Окленд, Новая Зеландия           | Хард     | Джефф Таранго       | Рик Лич Эллис Феррейра             | 5-7, 4-6       |